# Кошарка на Летњим олимпијским играма 2004.
Кошаркашки турнир на Летњим олимпијским играма одржаним 2004. године је шеснаести по реду званични кошаркашки турнир на Олимпијским играма, а осми по реду кошаркашки турнир на Олимпијским играма на којем су учествовале жене. Прелиминарне фазе су игране у Олимпијској Хелинико Арени, а финалне фазе у ОАКА спортској хали у Атини, Грчка.

## Освајачи медаља
| Дисциплина | Злато            | Сребро     | Бронза           |
| ---------- | ---------------- | ---------- | ---------------- |
| Мушкарци   | Аргентина        | Италија    | Сједињене Државе |
| Жене       | Сједињене Државе | Аустралија | Русија           |

## Учесници

### Мушкарци
| - Аргентина - Кина - Италија - Нови Зеланд - Србија и Црна Гора - Шпанија | - Ангола - Аустралија - Грчка - Литванија - Порторико - Сједињене Америчке Државе |

### Жене
| - Аустралија - Бразил - Јапан - Грчка - Јужна Кореја - Нови Зеланд | - Кина - Русија - Сједињене Америчке Државе - Нигерија - Чешка - Шпанија |